# 머더웰 FC
머더웰 FC(Motherwell Football & Athletic Club)는 스코틀랜드의 축구 클럽으로 노스래너크셔의 머더웰을 연고지로 삼고 있다. 머더웰은 1886년 5월 17일에 창단되었고, 현재는 스코틀랜드 프리미어리그에 참가하고 있으며, 2018-19 시즌은 8위로 마감하여.

## 선수 명단

### 현역
참고: FIFA 자격 규정에 따라 소속된 국가대표팀 국기를 표시합니다. 선수는 복수의 FIFA 비회원국 국적을 가지고 있을 수 있습니다.
| 번호 | 포지션 | 국적             | 이름        |
| ---- | ------ | ---------------- | ----------- |
| 3    | DF     | 잉글랜드         | 스티브 세든 |
| 21   | DF     | 콩고 민주 공화국 | 마빈 칼레타 |
| 38   | MF     | 스코틀랜드       | 레넌 밀러   |

| 번호 | 포지션 | 국적     | 이름            |
| ---- | ------ | -------- | --------------- |
| 54   | MF     | 웨일스   | 카이 앤드루스   |
| 57   | FW     | 잉글랜드 | 루크 플랑주     |
| 58   | FW     | 잉글랜드 | 윌 딕슨         |
| 59   | FW     | 잉글랜드 | 루크 암스트롱   |
| 77   | FW     | 웨일스   | 잭 베일         |
| 88   | GK     | 잉글랜드 | 엘러리 발콤브   |
| 90   | FW     | 포르투갈 | 자이르 타바레스 |

## 역대 감독
| 감독          | 임기        |
| ------------- | ----------- |
| 빌리 데이비스 | 1998 ~ 2001 |
| 테리 버처     | 2002 ~ 2006 |